# 海峡卫视
海峡卫视，正式名称为福建海峡电视台，是福建省广播影视集团旗下的两个卫星电视频道之一（另一个为东南卫视），其前身为2005年1月25日开播的东南电视台国际频道，2005年10月1日更名至今。节目內容主要是环绕著福建和臺灣两地的文化。澳广视于2011年4月1日起开始转播该频道。
海峡卫视于2016年6月28日下午14:00检修开始高清升级，标清升级为16:9播出。
2017年5月31日，海峡卫视高清频道顺利上星长城平台，覆盖158个亚欧美国家地区。